# 东风-11短程弹道导弹
东风-11短程弹道导弹（DF-11，北约代号：CSS-7，外销名称：M-11），是中华人民共和国研制的一种公路机动的短程弹道导弹。它和东风-15是目前中国人民解放军所使用的主要的短程弹道导弹。据估计目前在中国人民解放军中服役的东风-11导弹为500到600枚，東風-16服役後正逐漸被取代。

## 历史
20世纪70年代末，中华人民共和国第七机械工业部的066基地开始了对东风-11短程弹道导弹的研究。东风-11的首次试飞时间不详，服役是在1992年。东风-11有一种改进型，名为东风-11甲（DF-11A）。东风-11首次公开亮相是在1999年10月1日首都各界庆祝中华人民共和国成立50周年大会阅兵式上。

## 性能
东风-11的射程为300千米，载弹量800千克，东风-11甲的射程为825千米。
同中华人民共和国之前研究出来的东风-1、东风-2、东风-3、东风-4不同的是，东风-11采用了固体燃料，这使得它的发射准备时间大大缩小。

## 出口
中华人民共和国将部分东风-11的技术出口到了巴基斯坦、印度尼西亞與伊朗，巴基斯坦的沙欣-1短程彈道飛彈和沙欣-2中程彈道飛彈借鉴了东风-11的技术。